# Храсница (Горњи Вакуф-Ускопље)
Храсница је насељено место у Босни и Херцеговини, у општини Горњи Вакуф-Ускопље. Административно припада Федерацији Босне и Херцеговине, односно њеном Средњобосанском кантону. Према попису становништва из 2013. у насељу је било 180 становника, а већинско становништво у насељу били су Бошњаци и Хрвати.
У околини села налази се 15 средњовековних стећака.

## Становништво
По последњем службеном попису становништва из 2013. године у насељу Храсница живело је 180 становника, а село је пре рата било етнички хетерогено са мешовитом хрватско-бошњачком популацијом.
| Националност | 2013. | 1991.        | 1981.        | 1971.        |
| Бошњаци      | —     | 314 (53,77%) | 263 (48,08%) | 254 (50,50%) |
| Хрвати       | —     | 268 (45,89%) | 280 (51,19%) | 241 (47,91%) |
| Срби         | —     | 1 (0,17%)    | 1 (0,18%)    | 5 (0,99%)    |
| Албанци      | —     | 0            | 0            | 1 (0,19%)    |
| Македонци    | —     | 0            | 1 (0,18%)    | 0            |
| остали       | —     | 1 (0,17%)    | 2 (0,36%)    | 2 (0,39%)    |
| Укупно       | 180   | 584          | 547          | 503          |